# Daynen
Daynen, 1938 bis 1945: Deinen, litauisch Dainiai, ist ein verlassener Ort im Rajon Krasnosnamensk der russischen Oblast Kaliningrad.
Die Ortsstelle befindet sich an der litauischen Grenze an der Straße vom sechs Kilometer südwestlich gelegenen Tretjakowo (Sodargen) zum sechs Kilometer nordöstlich gelegenen Kutusowo (Schirwindt). Die ehemalige Gemeinde Daynen/Deinen ist im Südwesten durch den kleinen Fluss Tumannaja (dt. Rauschwe), im Südosten durch den Grenzfluss Scherwinta (dt. Schirwindt) und im Westen durch den kleinen Fluss Lipowka (dt. Warup, 1938 bis 1945: Siegwasser) begrenzt.

## Geschichte

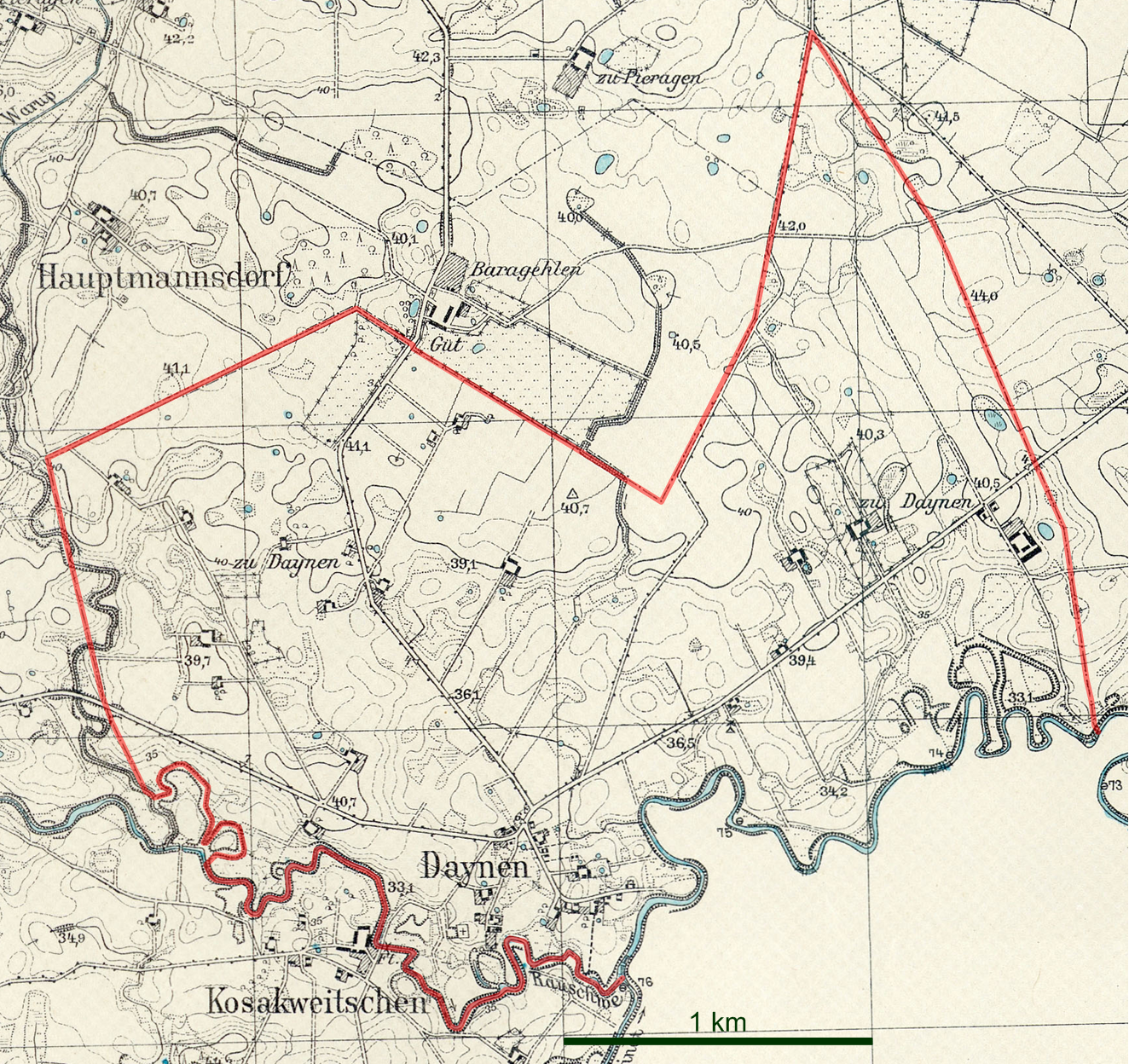
Die Landgemeinde Daynen auf einem Messtischblatt von 1936

Der Ort wurde seit 1625 erwähnt. Um 1780 war Dainen ein meliertes Dorf. 1874 wurde die Landgemeinde Deynen in den neu gebildeten Amtsbezirk Pieraggen im Kreis Pillkallen eingegliedert. Seit den 1880er Jahren schrieb man Daynen. 1938 wurde die Schreibweise in Deinen geändert. 1945 kam der Ort in Folge des Zweiten Weltkrieges mit dem nördlichen Ostpreußen zur Sowjetunion. Einen russischen Namen erhielt er nicht mehr.

### Einwohnerentwicklung
| Jahr | Einwohner |
| ---- | --------- |
| 1867 | 293       |
| 1871 | 297       |
| 1885 | 316       |
| 1905 | 253       |
| 1910 | 264       |
| 1933 | 238       |
| 1939 | 187       |

## Kirche
Daynen/Deinen gehörte zum evangelischen Kirchspiel Schirwindt. Für den geringen katholischen Bevölkerungsanteil (1905 waren es zwölf, davon zehn litauischsprachige) war die katholische Kirche in Bilderweitschen zuständig.